# ゴールデングローブ賞 テレビドラマ部門 作品賞 (ミニシリーズ・テレビ映画部門)
ゴールデングローブ賞 テレビドラマ部門 作品賞 (ミニシリーズ・テレビ映画部門)は、ミニシリーズあるいはテレビ映画の最優秀作品に与えられるゴールデングローブ賞の一つである。

## 受賞作品

### 1970年代
テレビ映画部門

- 1971: The Snow Goose (NBC)
- 1972: That Certain Summer (ABC)

### 1980年代
ミニシシリーズ・テレビ映画部門
- 1980: The Shadow Box (ABC)
- 1981: Bill (CBS) / East of Eden (ABC) (両者受賞)
- 1982: Brideshead Revisited (PBS)
- 1983: The Thorn Birds (ABC)
- 1984: Something About Amelia (ABC)
- 1985: The Jewel in the Crown (PBS)
- 1986: Promise (CBS)
- 1987: Escape from Sobibor (CBS) / Poor Little Rich Girl: The Barbara Hutton Story (NBC) (両者受賞)
- 1988: War and Remembrance (ABC)
- 1989: Lonesome Dove (CBS)

### 1990年代
- 1990: Decoration Day (NBC)
- 1991: One Against the Wind (ABC)
- 1992: Sinatra (CBS)
- 1993: Barbarians at the Gate (HBO)
- 1994: バーニング・シーズン (HBO)
- 1995: 誘導尋問 (HBO)
- 1996: Rasputin: Dark Servant of Destiny (HBO)
- 1997: George Wallace (TNT)
- 1998: フロム・ジ・アース/人類、月に立つ (HBO)
- 1999: ザ・ディレクター ［市民ケーン］の真実 (HBO)

### 2000年代
- 2000: Dirty Pictures (Showtime)
- 2001: バンド・オブ・ブラザース (HBO)
- 2002: The Gathering Storm (HBO)
- 2003: エンジェルス・イン・アメリカ (HBO)
- 2004: ライフ・イズ・コメディ! ピーター・セラーズの愛し方 (HBO)
- 2005: Empire Falls (HBO)
- 2006: エリザベス1世 〜愛と陰謀の王宮〜 (HBO)
- 2007: Longford (HBO)
- 2008: John Adams (HBO)
- 2009: グレイ・ガーデンズ 追憶の館 (HBO)

### 2010年代
- 2010: カルロス (Sundance Channel)
- 2011: ダウントン・アビー (PBS)
- 2012: ゲーム・チェンジ 大統領選を駆け抜けた女 (HBO)
- 2013: 恋するリベラーチェ (HBO)
- 2014: ファーゴ (FX)
- 2015: ウルフ・ホール (PBS)
- 2016: アメリカン・クライム・ストーリー/O・J・シンプソン事件 (FX)
- 2017: ビッグ・リトル・ライズ～セレブママたちの憂うつ～ (HBO)
- 2018: アメリカン・クライム・ストーリー/ヴェルサーチ暗殺 (FX)